# Praha-Kolovraty
Praha-Kolovraty je samosprávná městská část, jejíž území tvoří katastrální území Kolovraty a Lipany. Rozloha městské části je 6,4853 km2. Celá městská část patří do městského obvodu Praha 10. Městská část navazuje na kontinuální existenci místního národního výboru i po připojení k Praze a na dřívější samostatnou obec Kolovraty. Lipany byly osadou či částí obce Kolovraty pravděpodobně již od počátku obecního zřízení, minimálně od roku 1869. 
Přenesenou působnost pro správní obvod městské části Praha-Kolovraty vykonává městská část Praha 22 se sídlem v Uhříněvsi.
Znak městské části zajímavě propojuje původní starobylý erb pánů z Kolowrat (vpravo) s barokními pověstmi.